# Gordon setter
El gordon setter es una raza de perro de caza originaria de Escocia, una de las tres razas de setters, junto con el setter irlandés y el setter inglés.

## Historia
El gordon setter fue originalmente desarrollado en Escocia en el siglo XVII, luego fue hecha popular por el duque Alexander IV de Gordon en el siglo XVIII, ya que crio y poseyó bien conocidos por sus grandes cualidades para la caza. En este caso, había sido criado originalmente para la caza de conejos, liebres y gallináceas, como la perdiz, el faisán, la codorniz, el urogallo y el francolín.

## Descripción
Los Gordon Setters tienen un pelaje negro carbón, con marcas distintivas de un color café claro o canela en sus patas y en la parte inferior de las piernas, garganta, y hocico; una mancha sobre cada ojo, y dos manchas en su pecho. Es el setter más grande, con machos que alcanzan los 70 centímetros en la cruz y llegan a pesar más de 36 kilogramos. Es el más pesado y lento de todos los setters, pero en este caso, su pesadez es índice de mayor resistencia que le permite cazar en cualquier terreno.
Se diferencia de los setters ingleses e irlandeses en que este tiene una estructura más robusta con una osamenta sólida, y labios más desarrollados, así como por el color de su sedosa capa ondulada.

## Temperamento
El American Kennel Club describe el temperamento del Gordon Setter como «alerta, interesado y confiado. Es intrépido y dispuesto, inteligente y capaz. Es leal y afectuoso, y lo suficientemente decidido como para soportar los rigores del entrenamiento». Los Gordon son intensamente leales a sus dueños; prosperar en un ambiente atento y amoroso; y son buenos perros de familia. Los cachorros y los perros adultos pueden ser bastante bulliciosos y, aunque son pacientes por naturaleza, pueden no ser adecuados para hogares con niños muy pequeños. Los Gordon Setters son sensibles y empáticos, están ansiosos por aprender y necesitan un trato firme pero gentil. La socialización temprana y el entrenamiento de obediencia son importantes. La raza es una de las más lentas en madurar, no alcanza su punto máximo hasta los tres años de edad o más, y mostrará características de cachorro hasta bien entrada la vejez.
Los Gordon Setters fueron criados para correr y requieren de 60 a 80 minutos de ejercicio vigoroso al día. Los perros jóvenes no deben hacer demasiado ejercicio ni comenzar a entrenar su agilidad hasta que tengan al menos 18 meses de edad, para evitar problemas en las articulaciones en el futuro. Debido a sus instintos de caza, no se debe permitir que los Gordon deambulen libremente si no están supervisados, ya que pueden deambular por una situación de tráfico potencialmente peligrosa mientras siguen un olor.

## Salud
Generalmente son perros de excelente salud, pero son propensos a la displasia de cadera, problemas gástricos y enfermedades oculares como la atrofia retinal progresiva y cataratas. La esperanza de vida para los animales de la raza ronda entre los 10 y los 12 años.